# Torre de Muntsaratz

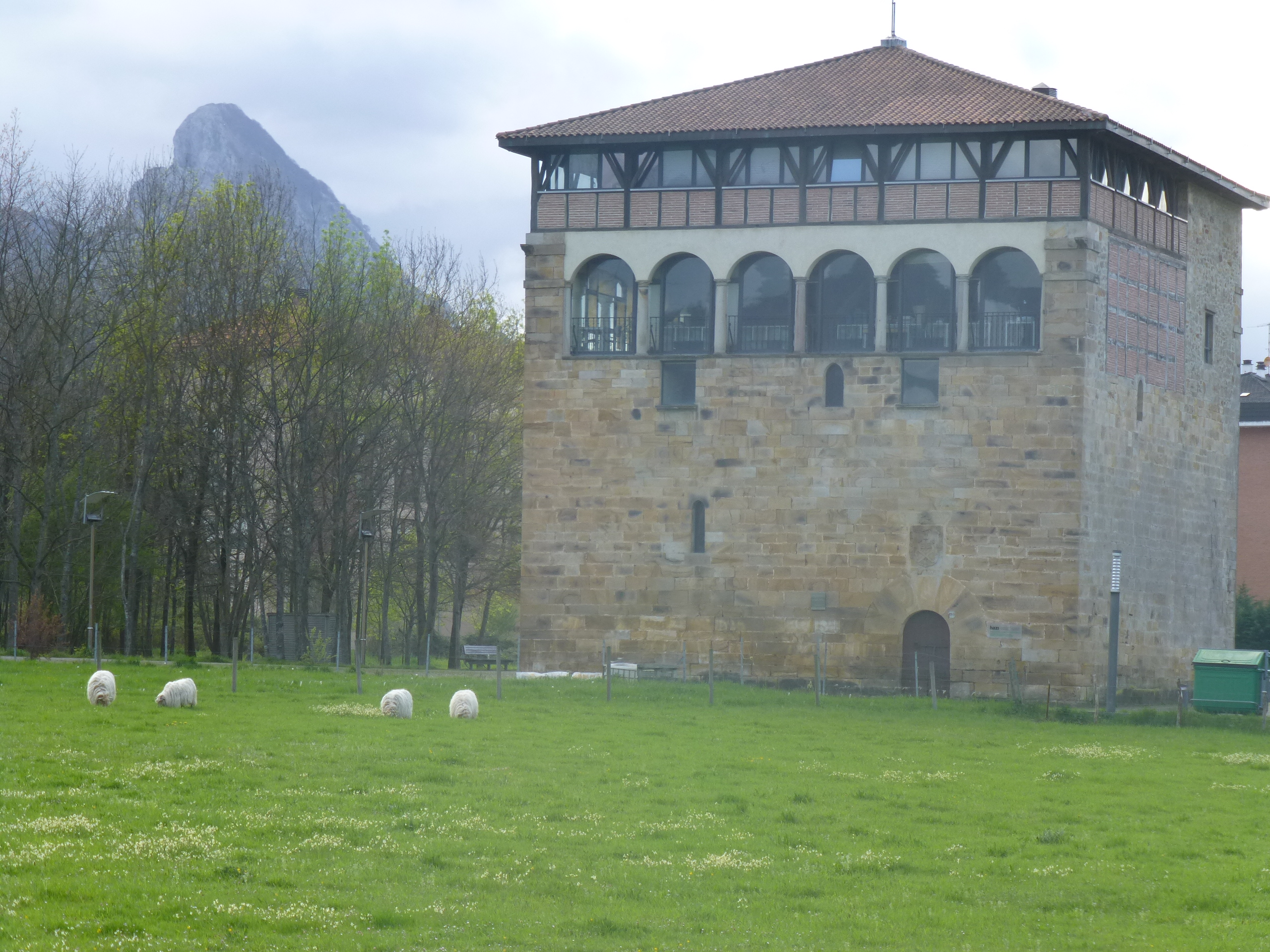
Casa Torre de Muntsaratz, con una galería de columnas del

La torre de Muntsaratz o Muncharaz, denominada "torre-palacio", es un edificio monumental situado en la localidad vizcaína de Abadiano, en el País Vasco (España), en el barrio al que da nombre. Ha sido considerado como la edificación renacentista más destacada de la arquitectura civil en Vizcaya. 
Se ubica en la orilla izquierda del río Zumelegui y es el solar de los Muntsaratz, una de las familias más relevantes de la historia vizcaína, en ella nació la madre de fray Juan de Zumárraga primer obispo de México tal y como reza una inscripción en su fachada. Los Muntsaratz estuvieron presentes en todos los acontecimientos económicos y políticos del duranguesado a partir del siglo XVII. Concebida como torre fuerte, como evidencia su parte baja, fue reformada para convertirla en un palacio rural.

## Historia
El origen de la torre de Muntsaratz se remonta al siglo IX como casa-torre defensiva aunque no hayan perdurado restos de dicha construcción. La primera referencia escrita que se tiene de la existencia de la torre se encuentra en el testamento de Doña Urraca la cual se había casado con el señor de la casa de Muntsaratz Pedro Ruiz el año 1172. El testamento, dictado el 2 de octubre de 1212, dice: 

...y mando la mi torre Palacio y Solar al mi fijo Pero Ruiz con todas dibisas, Señorío y maiora del dicho Solar, y con las ferrerías, moleras, montes, castaños, manzanales, losas, casales, tríbutos con huertas parros, con rentas, casas de Alaba, y viñas de Treviño...

Hay constancia de la participación de la familia de Muntsaratz en las Guerras de bandos en la parte ganboína y del ataque al que fue sometida la torre por parte de las tropas del señor de Butrón, oñacino, en 1446 en el que se utilizó una lombarda que estalló frustrando la toma de la fortaleza. 
Entre los siglos XV y XVI se dan en la comarca del Duranguesado hechos de herejía y brujería que son intervenidos por la inquisición. La familia de Muntsaratz aparece vinculada en algunos de ellos.
Para dar final a las guerras de bandos los Reyes Católicos prohibieron erigir torres fuertes. A raíz de tal norma, esta torre hubo de desmocharse, aligerando los muros y abriendo la galería, y pasó de "casa fuerte" a "casa palacio". De todas formas, la galería resulta demasiado avanzada para esos años y se cree que es de finales del XVI. 
En el siglo XV Pedro de Muntsaratz trabajó al servicio de Enrique IV como alcaide del alcázar de Segovia y del de Madrid.
A comienzos del siglo XVII el edificio pasó a pertenecer a la familia Guisasa, debido a que al morir Francisca de Muntsaratz sin descendencia alguna fue reclamado por sus hermanas y ellas lo vendieron en 1627 a Domingo Martínez de Guisasa. A estos nuevos propietarios se deben las reformas realizadas en los cuerpos altos de la torre en las que trabajaron reconocidos canteros de la comarca, como Martín de Arrilueaga y Martín de Zalloniz así como el entallador Juan de Rementería de Elorrio.
En 1669 Martínez de Guisasa vende la torre a Jancinta de Arriola, natural de Elorrio y, al morir esta, pasa a manos de su hija María Teresa de Arespakoetxaga quien la alquila en 1680 a Antonio de Abadiño para llevar una salmentería de ganado.
En 1704 se tiene como propietario a Juan Antonio de Merzeta, marido de Isabel Arriola y Arespakotxaga quien había heredado la torre. La sucesión de este matrimonio es únicamente femenina y se vincula con la familia Allende-Salazar, condes de Montefuerte, mediante el matrimonio de una de sus hijas, de tal forma que en 1745 figura como propietario Diego Antonio de Allende, residente en Lumo, permaneciendo en el seno de la familia Allende hasta el siglo XX.
La familia Allende da la casa en alquiler. A finales del siglo XVIII vivía en ella Pedro Ostendi y la propiedad era administrada por Pedro Antronio de Asúa. En la primera mitad del siglo XIX habita la torre la familia Elespe, de donde desciende la saga de txistularis denominados los "txanbolin" .
En 1940 la familia Allende-Salazar, condes de Montefuerte, vende el edificio a Rufino Cengotitabengoa, que lo alquila a la familia Azcarate la cual lo habita hasta finales de la década de 1960. Cuando los Azcarate abandonan el edificio sus dueños lo dedican a habitación de los trabajadores de sus instalaciones de invernaderos. En esta época se produce una gran degradación del edificio debido a las reformas sin control ni fundamento que se realizan en el interior. El edificio queda sin uso en 1977.
En la década de 1980, el ayuntamiento de Abadiano impulsado por la asociación Gerediaga Elkartea, comienza las gestiones para la adquisición y revalorización del monumento. Se realizan obras para su consolidación (bajo la dirección del arquitecto Pedro María Basañez) y en 1999 el edificio es adquirido por la Diputación Foral de Vizcaya y se realizan las obras de rehabilitación de la mano del arquitecto Jesús Landia.
El 20 de abril de 2001 se realiza la cesión por 25 años del edificio ya rehabilitado a la Fundación Kalitatea Fundatzioa, organismo dependiente del gobierno vasco dedicado a los productos de label de calidad, para que instale en ella su sede social.

## Descripción
Es un edificio de planta ligeramente rectangular, de 12 y 10 metros de lado y 17 metros de altura cubierto por un gran tejado a cuatro aguas. Las fachadas principales, que dan al sur y al oeste, están realizas en sillería, mientras que las otras son de mampostería de 2,5 metros de grosor realizado en piedra arenisca. Su aspecto, cúbico, se identifica con las torres medievales.
Desde el exterior se aprecian tres niveles diferentes; el primero, muy hermético, en el que se abren algunas saeteras que servían de ventilación a las caballerizas y la puerta de acceso realizada en medio punto con dovelas radiales bastante salidas. Sobre la puerta se ubica el escudo de armas de los Muntsaratz y la leyenda "estos biben bibieron goardando la fama que tuvieron". El segundo nivel está ocupado en las fachadas nobles por una galería o loggia de columnas toscanas realizadas en la reforma que se ejecutó hacia 1590. La galería está formada por 7 arcos de medio punto en el lado sur y 6 en el este que descansan en columnas toscanas lisas que dan al conjunto del edificio un aire noble y distinguido. El tercer nivel está realizado en madera y ladrillo. Está ejecutado con una estructura de entramado de madera con antepecho de ladrillo, dejando la mitad de la altura sin cubrir para facilitar la aireación de la zona de almacenaje agrícola.
Desde el interior se aprecian cuatro niveles diferenciados: El primero el de las caballerizas y cuadras, cerrado a excepción de algunas pequeñas aperturas. En él se aprecia un entramado de madera de roble apoyado en postes de esta misma madera y el lo gruesos muros de piedra. Sobre esta estructura se ubican las habitaciones y cocina y sobre ellas una gran habitación central de 8 por 10 metros a doble altura con acceso a la galería arqueada. En este salón se realizaba la vida de los habitantes de la torre. El desván destinado al almacenaje de los productos del campo, es una área amplia y muy bien ventilada.

### Escudo de armas

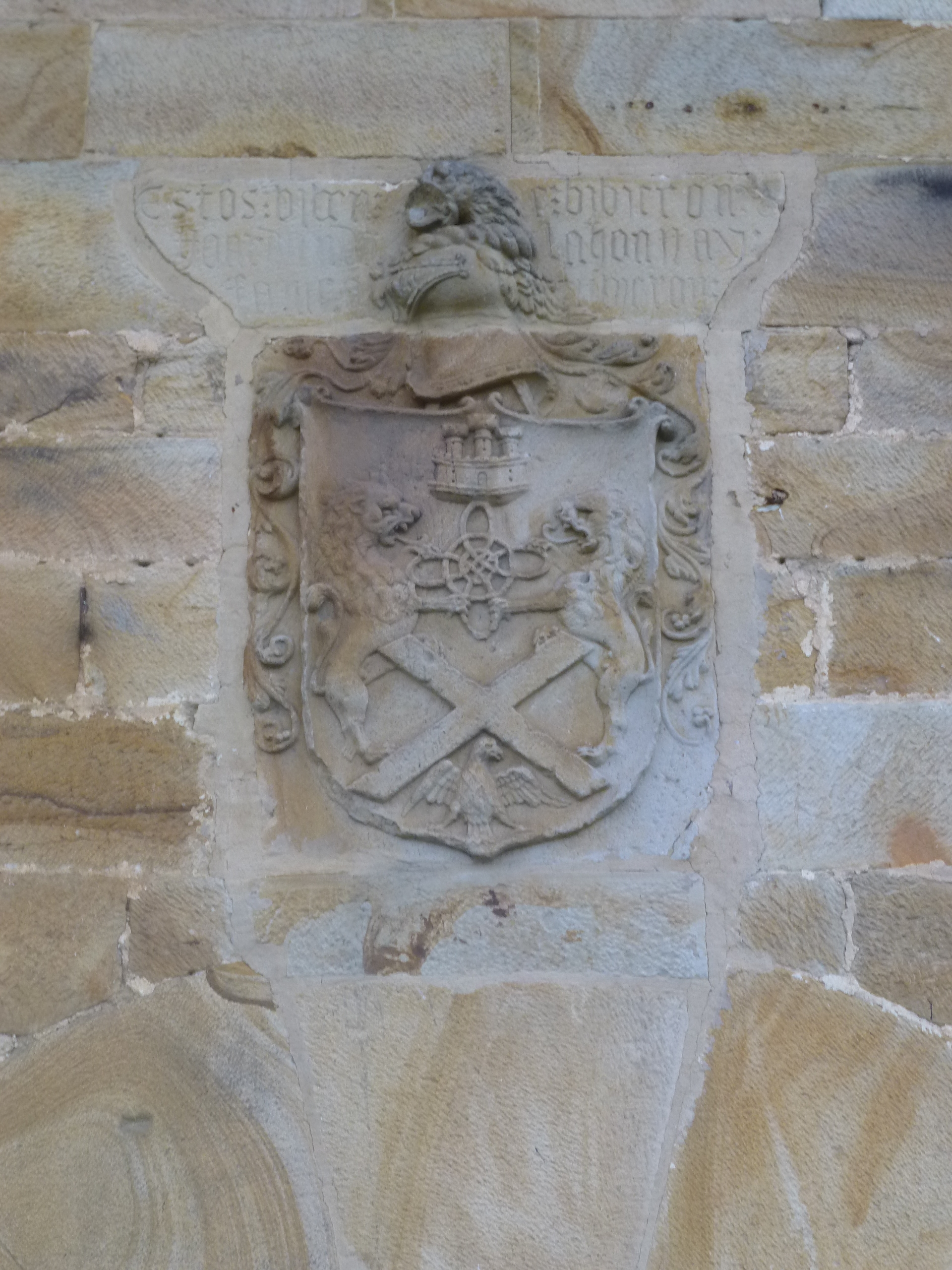
Escudo de armas de los Muntsaratz sobre la puerta de entrada a la torre del mismo nombre.

Sobre la puerta de acceso al edificio se halla el escudo de armas de los Muntsaratz el cual tiene la siguiente descripción: Sobre el casco descansa una cabeza de león con fauces abiertas, y a sus lados la leyenda "estos biben y bibieron goardando la honra y fama que tuvieron". Unos lamberquienes discretos bajan, partiendo del casco, por los lados del cuartel en el que se representa dos leones rampantes afrontados que desenrollan en juego un ovillo de hilo compuesto por dos círculos concéntricos de los cuales parten cuatro óvalos en cruz. Sobre el óvalo un castillo y bajo el óvalo un aspa en punta. Cerrando el escudo, una águila explayada con la cabeza mirando a la izquierda.

## La leyenda
Una de las leyendas cuenta cómo Doña Urraca, hija del rey de Navarra, se casó con Pedro Ruiz, señor de la casa de Muntsaratz de Abadiano. El hijo mayor, Ibon, era el destinado para ser el heredero de tan noble estirpe y odiado por su hermana menor: Mariurrika. Un día en el que se encontraban en el Amboto mientras el hermano dormía, después de comer, movida por el odio y la envidia arrojó a su hermano, con la ayuda de una criada, por las verticales paredes de la montaña. A su regreso dijo que su hermano se había despeñado. Acosada por la conciencia, una noche se presentaron en Muntsarantz los Ximelgorris o genios diabólicos. Desde entonces ha desaparecido y se dice que habita en las cuevas del Amboto.